# Nick Green
Nick Green, all'anagrafe Nicholas David Green (Melbourne, 4 ottobre 1967), è un canottiere australiano.
Ha vinto due medaglie d'oro olimpiche nel canottaggio: una alle Olimpiadi 1992 di Barcellona nella gara di quattro senza e una alle Olimpiadi 1996 ad Atlanta anche in questo caso nella categoria quattro senza.
Inoltre ha vinto quattro medaglie d'oro ai campionati del mondo di canottaggio: una nel 1990, una nel 1991 e due nel 1998. Ha partecipato anche ai mondiali 1995.